# Морони
 Тази статия е за града на Коморските острови.  За града в САЩ вижте Морони (Юта).  
Морони е най-големият град на Коморските острови и от 1962 г. нейна столица. През 2003 г. населението на града се оценява на 60 200 жители. Градът е разположен на западния бряг на остров Гранд Комор. Морони се обслужва от международното летище „Принц Сайд Ибрахим“ с регистрация по IATA: HAH. Има и пристанище с редовен транспорт до континентална Африка и Мадагаскар, другите острови на Коморския архипелаг, а също така и други острови в Индийския океан. Сред стоките, които се изнасят, са ванилия, какао и кафе.
Географските координати на Морони са: 11° 45' сев. ш. и 43° 12' изт. д.